# داریوش جیکانوفسکی
داریوش جیکانوفسکی (لهستانی: Dariusz Dziekanowski؛ زادهٔ ۳۰ سپتامبر ۱۹۶۲) بازیکن فوتبال اهل لهستان بود.
از باشگاه‌هایی که در آن بازی کرده‌است می‌توان به باشگاه فوتبال پولونیا ورشو، باشگاه ورزشی گواردیا ورشو، باشگاه فوتبال لگیا ورشو، باشگاه فوتبال آلمانیا آخن، باشگاه فوتبال کلن، باشگاه فوتبال سلتیک، باشگاه فوتبال ویدزف ووچ، و باشگاه فوتبال بریستول سیتی اشاره کرد.
وی همچنین در تیم ملی فوتبال لهستان بازی کرده‌است.